# Борис Александрович
Борис Александрович (после 1398 — 1461) — великий князь Тверской с 1426 по 1461 годы.

## Политика внутренняя и внешняя
В 1425 году скоропостижно скончался московский Великий князь Василий I. В том же году на Руси вновь началась эпидемия морового поветрия. В этот раз более всего пострадал тверской великокняжеский дом. За один год умерли сразу три великих князя: Иван Михайлович, Александр Иванович и Юрий Александрович. Новым правителем Твери стал брат последнего Борис Александрович.
Начало его правления совпало с малолетством Василия II и, как следствие, значительным усилением опекуна московского князя Великого князя Литовского Витовта. Для Твери это был последний шанс не допустить окончательного возвышения Москвы.
В 1427 году на службу Литве поступили великий князь рязанский Иван Фёдорович, а затем и князь пронский.

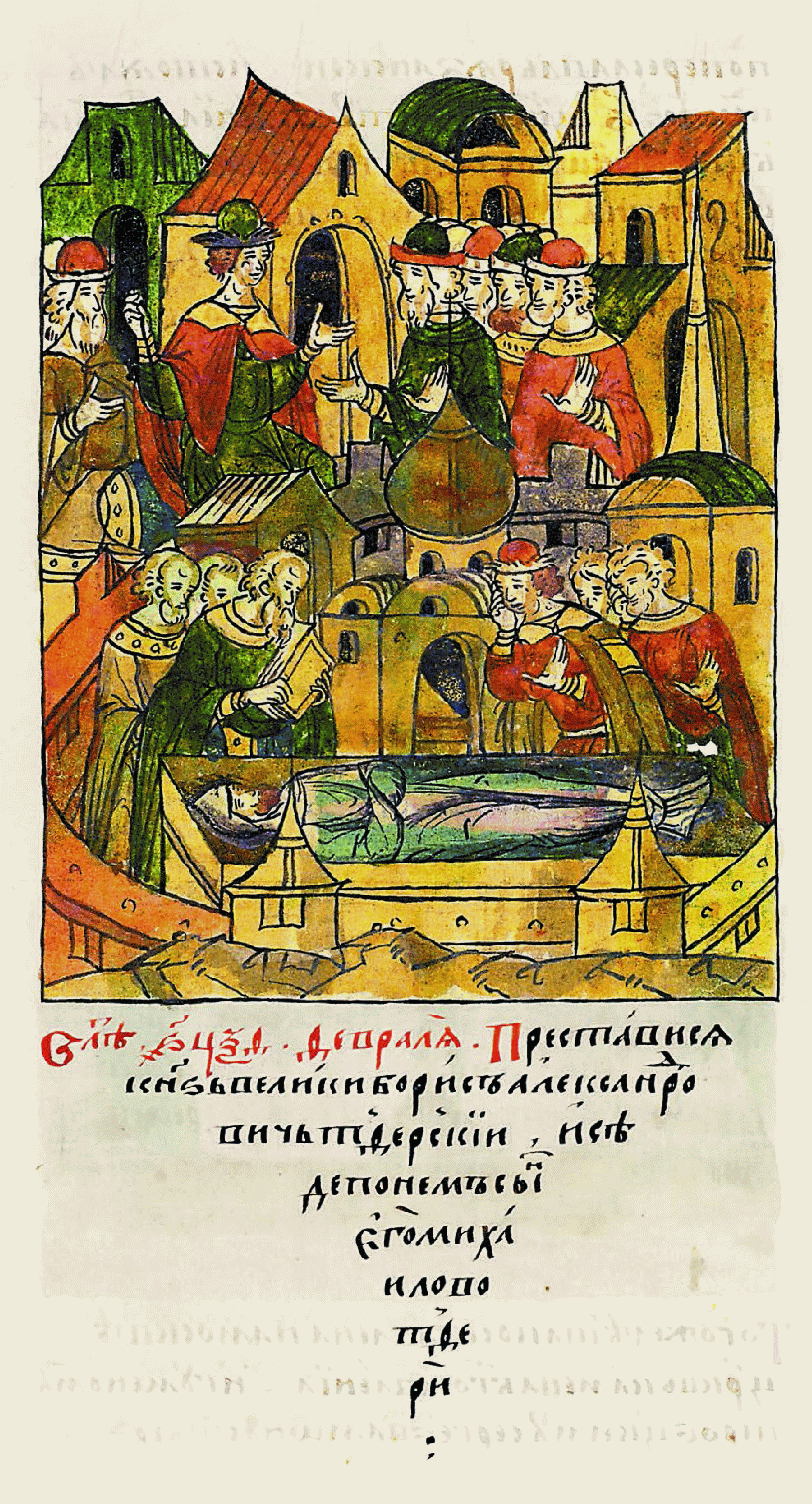
Смерть Бориса

В то же время и тверской князь Борис Александрович пошёл на службу к Витовту, при этом оставив себя властителем над тверскими князьями — своими подручными. Однако власть Литвы вскоре ослабла: в 1430 году Витовт умер, и в его владениях началась междоусобица. Не миновала эта участь и Русь: здесь завязалась так называемая Феодальная война, то есть борьба князей московского княжеского дома между собой за власть. Тверской князь в это время чувствовал себя довольно свободно.
В 1454 году с гибелью Дмитрия Шемяки война закончилась, и Борис Александрович вместе с рязанским князем, поняв, что надежды на Литву мало, присягнул Москве, опасаясь карательного похода со стороны последней. Борис Александрович отдал свою дочь Марию за Ивана Васильевича — соправителя Василия II и наследника престола (будущего Ивана III). Более того, в том же 1454 году тверской князь заключил при посредничестве митрополита Ионы договор с Василием, «которым обещался с детьми своими быть во всем заодно с Москвою».

## Рогатина Бориса Александровича

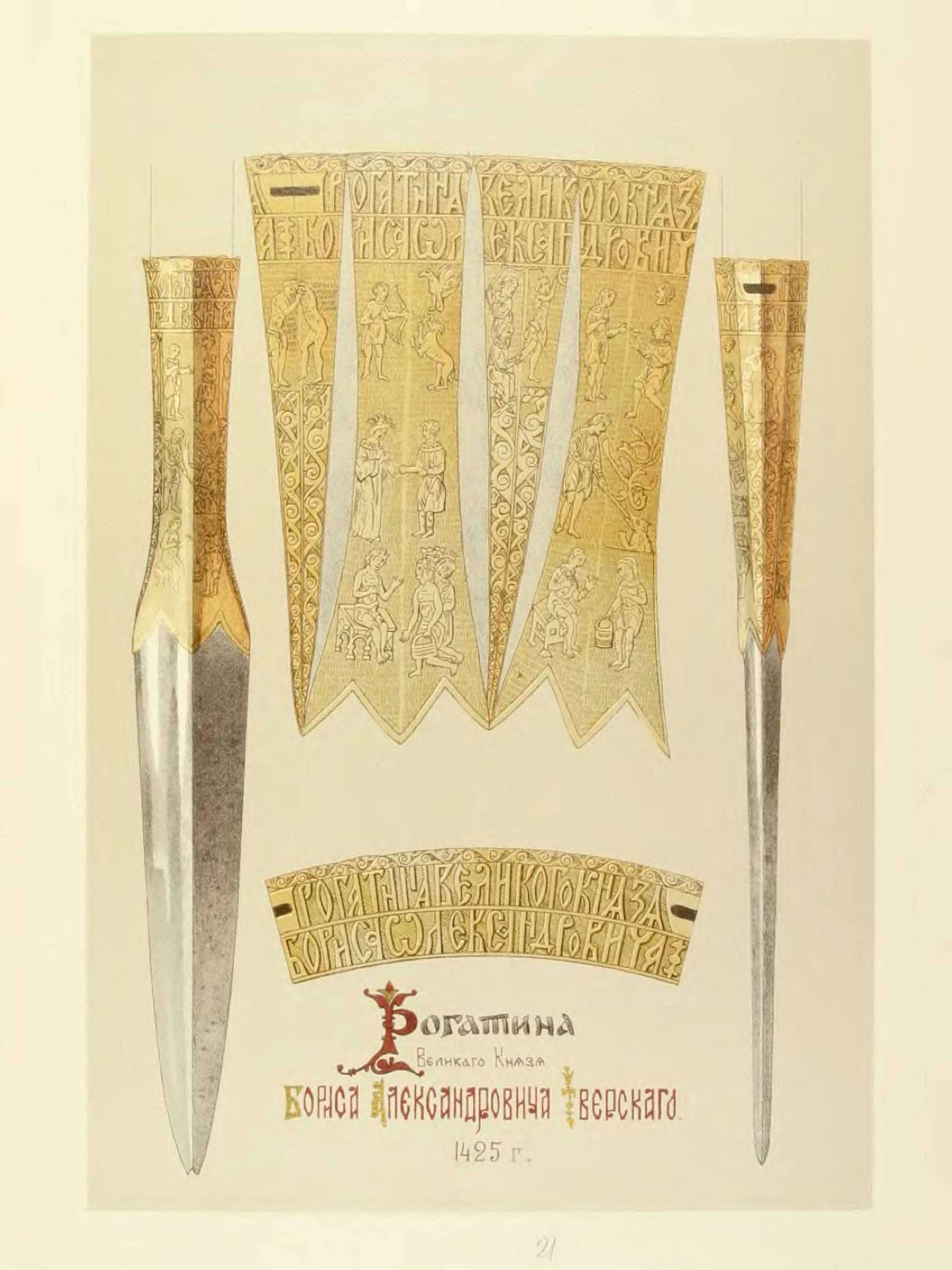
Иллюстрация из издания Ф. Солнцева

В Оружейной палате издревле хранится драгоценная реликвия, связанная с именем Бориса Александровича, — рогатина. На втулке сделаны изображения, смысл которых в настоящее время неизвестен — они связаны либо с христианскими мотивами, либо с событиями из тверской жизни. Эта рогатина в описи Оружейной палаты 1678 года записана третьей: «Рогатина булатъ красной, тулея обложена серебромъ рѣзным золоченым — рѣзаны травы и люди и птицы; на тулеѣ на краю двѣ строки подпись: Рогатина Великого Князя Бориса Александровича».

## Браки и дети
Борис Александрович был женат дважды.
Первая жена: Анастасия (ум. 1451), дочь Андрея Дмитриевича, сына Дмитрия Донского, родоначальника можайских князей. Дети:
- Мария (1442 — 22 апреля 1467); муж: Иван III Васильевич (22 января 1440 — 27 октября 1505), великий князь Московский с 1462.

Вторая жена: с 1453 Анастасия, дочь Александра Васильевича Шуйского-Глазатого. В 1485 году она попыталась скрыть казну Михаила Борисовича, но её замысел был раскрыт и она была сослана Иваном III в Переславль-Залесский. Дети:
- Александр (умер в 1454/1455);
- Михаил (1453/1457 — 1505), последний великий князь Тверской в 1461—1485